# Pseudepigrafer
Denna artikel handlar om gamla testamentet. För vidare definition av begreppet, se pseudepigrafi.
Pseudepigrafer är en tidigare beteckning inom protestantisk bibelforskning på en del av de skrifter som numera kallas intertestamentala (inter=mellan testamentena) eller apokryfa. De apokryfiska eller deuterokanoniska skrifterna" är den lutherska traditionens urval av skrifter, vilka inte, enligt denna tradition, ingår i Gamla Testamentet, men ändå anses god och värdefull läsning.
Skälet till att man övergivit tidigare beteckning är att den, med en anakronistisk syn, kan ge läsaren intrycket av att de är tillkomna i ett oärligt eller bedrägligt syfte. Något sådant kan naturligtvis inte uteslutas, men torde vara ytterst ovanligt på den tiden dessa skrifter kom till. 
Ordet betyder egentligen "skrifter utgivna under falskt namn". Ordet kommer från ett grekiskt verb som betyder "bedraga" eller "ljuga". Detta verb används i Nya Testamentet bland annat om falska läror och har en värderande betydelse. Beteckningen "pseudoepigrafer" var avsett att värna om läran utifrån en konfessionell synpunkt och har därför nu övergetts för en mer beskrivande beteckning. Hela den process som ligger bakom vilka skrifter som kom att ingå i Gamla Testamentet är det lätt att göra sig anakronistiska föreställningar om. Kanon är ett modernt begrepp och var okänt på den bibliska tiden. För ett modernt tänkande ges skrifter i en kanon en särskild status genom en medveten handling eller något officiellt beslut. Något sådant finns inte för Gamla Testamentet. Det är i stället användningen, spridningen, relationen till en vördad person och innehållets värde som norm för tro och liv som varit avgörande. 
Nya Testamentet talar om David som författare till Psaltaren, Moses till Moseböckerna. Det är i ljuset av detta som man skall se skrifter med namn som Noa, Jakob, Josef o s v. Bibelvetenskapen uppfattar inte uppgifterna som författaruppgifter i modern mening. Vad det rör sig om är att skriften står i en relation till den person som anges. En psalm av David är ett exempel. Det kan vara en psalm diktad av kung David, men det kan lika gärna vara en psalm ingående "davidssamlingen" en speciell samling psalmer. Moseböckerna betraktas inte inom bibelvetenskapen i allmänhet som skrivna av Mose. Det är alltså inte, som man på Nya Testamentets tid uppfattade det, författaruppgifter. Beteckningen pseudoepigrafer är avsedd att visa på att uppgiften som författaruppgift är felaktig. Det är värt att komma ihåg att skrifterna är nedteckningar i de flesta fall av muntlig tradition. I en sådan framställning kan man låta någon vördad person tala för att ge konkretion åt framställningen.
Det är inte så att man i olika delar av varken den judiska eller kristna traditionen känt till allt och valt. Många gånger kan det kanske t o m vara rena tillfälligheter som gjort att en skrift varit mer brukad inom ett visst område. I andra fall är det troligen så att en viss skrift varit mer lämpad för församlingens uttolkning av tron.
Ett sådant exempel är de skrifter som hittats bland Dödahavsrullarna. Inom dödahavsförsamlingen kommenterades gärna Genesis Apocryphon och Jubileerboken, men där finns också texter som hänförs till Noa, Jakob, Josef, Kehat, Amram, Mose, Josua, Samuel, David, Jeremia, Hesekiel och Daniel.
De böcker, som varit i allmänt bruk i Alexandria, har kommit med i den grekiska översättningen av Gamla Testamentet, Septuaginta. Det är Septuaginta, som den romersk-katolska och lutherska traditionen lutar sig mot i fråga om hur skrifterna är ordnade. Septuaginta tar dock inte med t.ex. Henoksböckerna och Jubileerboken. Dock har vissa intertestamentala skrifter auktoritet i andra kyrkor. Till exempel ingår Henoksböckerna och Salomos psalmer i den etiopisk-ortodoxa kyrkans bibel.

## Nordisk Familjebok 1915 om Pseudepigrafer
Pseudepigrafer (av grek. pseudes, falsk, och epigraf). Med detta namn brukar man beteckna en del av de bland judar och de äldste kristne högt skattade skrifter, som icke ingår i judarnas Bibel och med få undantag (till exempel Salomos psalmer och Fjärde Esra) icke heller upptagits i vare sig den grekiska eller latinska kyrkobibeln samt, i motsats till vad förhållandet är med apokryferna, uppträder under ett falskt författarnamn.
Beteckningen, enligt vilken pseudonymiteten skulle vara det för dessa skrifter karakteristiska, är emellertid icke fullt träffande, då det även såväl bland Gamla Testamentets kanoniska (till exempel Predikaren) som bland dess apokryfiska skrifter (till exempel Salomos vishet) finns pseudepigrafer, men är dock ett av de mest framträdande dragen i dessa litteraturalster.
Den hithörande litteraturen, som i allmänhet uppstått från slutet av 100-talet f.Kr. till slutet av 1:a århundradet e.Kr., har i regel ursprungligen skrivits på semitiskt (hebreiskt eller arameiskt) språk samt varit både mycket omfattande och gärna läst. På originalspråket gick de hithörande skrifterna dock förlorade när judendomen efter de stora nationalolyckorna (70 och 135 e.Kr.) såg alla sina messianska framtidsförhoppningar (som spelar en framstående roll i denna litteratur) grusade och med avvärjande av allt icke äkta judiskt konsoliderade sig till den väsentligen på lagen byggda talmudismen. Under tiden hade emellertid en stor del av dessa litteraturalster hunnit översättas till grekiska, latin och andra språk, en omständighet, som räddat en del av dem till vår tid. Men de däri mer eller mindre tydligt framträdande spåren av hednisk mytologi gjorde dem misstänkta även för de ortodoxa grekiska kyrkofäderna, med följd att de flesta utrotades även på grekiskt språk och bevarades endast inom de om sin rättrogenhet mindre måna kyrkorna (till exempel den etiopiska).
De viktigaste hithörande skrifterna indelas i 
A. Pseudepigrafiska legender, till vilka hör:
1. Aristeasbrevet (en legendbetonad beskrivning på grekiska över Septuagintas tillkomst);
2. Jubileerboken
3. Jesajas himmelsfärd

B. Poetiska pseudepigrafer: 
1. Salomos psalmer

C. Pseudepigrafiska apokalypser, den talrikast bevarade kategorin av detta slags litteratur hit hör: 
1. Sibyllinska böckerna
2. Henoksböckerna
3. Moses himmelsfärd (en förmodligen omkring Herodes den stores död avfattad, i Moses mun lagd uppenbarelse rörande Israels historia till den messianska tiden)
4. Esras apokalyps
5. Baruks apokalyps
6. De tolv patriarkernas testamenten (en ursprungligen judisk, från slutet av 2:a århundradet småningom till 64 f.Kr. avfattad, sedan kristligt bearbetad skriftsamling, som lägges i Jakobs söners mun).

Dessa skrifter går under gammaltestamentliga personers namn. Det finns även sådana, som lagts i kristna apostlars mun (se till exempel Petrus evangelium, Petrus apokalyps etc.). Dessa plägar man dock vanligen sammanslå under beteckningen "Nytestamentliga apokryfer". 